# Liste der Kulturdenkmäler in Altlay
In der Liste der Kulturdenkmäler in Altlay sind alle Kulturdenkmäler der rheinland-pfälzischen Ortsgemeinde Altlay aufgeführt. Grundlage ist die Denkmalliste des Landes Rheinland-Pfalz (Stand: 21. September 2023).

## Einzeldenkmäler
| Bezeichnung                         | Lage                        | Baujahr                  | Beschreibung | Bild                           |
| ----------------------------------- | --------------------------- | ------------------------ | --- | ------------------------------ |
| Kreuz                               | Fuchsstraße, bei Nr. 6 Lage |                          | gusseisernes Kreuz | Fotos hochladen                |
| Katholische Pfarrkirche St. Barbara | Hauptstraße 34 Lage         | 1771                     | barocker Saalbau, bezeichnet 1771; außen: Metallkreuz, bezeichnet 1775; Missionskreuz, bezeichnet 1868; zugehörig Pfarrhaus (Hauptstraße 36), Backsteinbau, bezeichnet 1893 | weitere Bilder Fotos hochladen |
| Hofanlage                           | Hauptstraße 43 Lage         | 18. oder 19. Jahrhundert | Streckhof; Fachwerkhaus, teilweise massiv oder verschiefert, 18. oder 19. Jahrhundert; Gesamtanlage mit Ökonomietrakten                                                     | Fotos hochladen                |
| Hofanlage                           | Kuhtrift 10 Lage            | 19. Jahrhundert          | Streckhof; Fachwerkhaus, teilweise massiv, 19. Jahrhundert | Fotos hochladen                |
| Bleesmühle                          | nördlich des Ortes Lage     | frühes 19. Jahrhundert   | Fachwerkhaus, frühes 19. Jahrhundert | BW                             |